# Ghajini (film, 2005)
Cet article concerne le film d'A.R. Murugadoss de 2005. Pour le remake du même réalisateur de 2008, voir Ghajini.
Pour les articles homonymes, voir Ghajini.
Ghajini (en tamoul கஜினி) est un film indien de langue tamoule, réalisé par A. R. Murugadoss et sorti le 29 septembre 2005. Il s'agit d'une adaptation libre du film de Christopher Nolan Memento dont il reprend l'idée de départ.
Les interprètes principaux en sont Surya Sivakumar, Asin Thottumkal, Nayantara, Pradeep Rawat et Riyaz Khan. La musique est de Harris Jayaraj.
Le film remporta un énorme succès en 2005 et fut doublé en télougou.
Un remake bollywoodien en hindi, Ghajini,  est sorti en 2008, avec Aamir Khan dans le rôle de Surya Sivakumar et Asin Thottumkal dans le même rôle que dans la version tamoule.
La version hindi est tirée à 80 % de celle en tamoul mais des scènes ont été refaites et les effets ont été remodelés pour un meilleur résultat.

## Casting
- Surya Sivakumar : dans le rôle principal de Sanjay Ramasamy
- Asin : dans le rôle principal de Kalpana
- Nayanthara : Chitra, étudiante en médecine
- Pradeep Singh Rawat : Ram/Lakshman, gangster
- Riyaz Khan : policier
- Manobala : propriétaire d'une entreprise de publicité/patron de Kalpana
- Sathyan : serveur, ami de Kalpana, se fait passer pour Sanjay[1]

## Musiques[2]
|   | Titre de la chanson | Chanteurs            | Longueur |
| - | ------------------- | -------------------- | -------- |
| 1 | Oru Maalai          | Karthik              | 5:54     |
| 2 | X-Machi             | Nakul                | 4:12     |
| 3 | Suttum Vizhi        | Sriram Parthasarathy | 5:18     |
| 4 | Rahathulla          | Anupama              | 4:50     |
| 5 | Rangola             | Shankar Mahadevan    | 4:26     |

## Sources
1. ↑  « Ghajini » (présentation de l'œuvre), sur l'Internet Movie Database
2. ↑  Karthik, Ghajini